# Жолдош, Петер
Петер Жолдош (20 апреля 1930, Сентеш, Венгрия — 26 сентября 1997, Будапешт, Венгрия) — венгерский музыкант и писатель-фантаст, посвятивший своё творчество темам космических полётов и роботов. Один из осноположников современной венгерской фантастики.

## Биография
Родился в городе Сентеш в 1930 году. В юности много читал таких авторов, как Джек Лондон или Киплинг, интересовался астрономией, географией, геологией и позже археологией. В 1949 году был принят на композиторское отделение в Музыкальную академию, которую окончил в 1956 году по специальности учитель музыки и хормейстер. С 1963 по 1967 годы работал музыкальным редактором и репортёром на Венгерском радио.
Карьеру в жанре научной фантастики начал в 1963 году романом «Возвращение "Викинга"». Фантастику начал писать под влиянием романов «Аэлита» Алексея Толстого и «О дивный новый мир» Олдоса Хаксли. В своих произведениях он часто поднимал философские вопросы, из-за чего получил прозвище «венгерский Лем». В своих работах он исследует развитие человеческих отношений в условиях, отличных от сегодняшних. Он свободно путешествует среди возможных путей будущего в поисках человекоподобного разума и контакта с ним. Этот контакт может привести к успешному сотрудничеству (Távoli tűz), но также и к невольной трагедии (Ellenpont).
В своей первой книге «Возвращение "Викинга"», первой части более позднего цикла «Викинг», он рассказывает историю астронавтов, высадившихся на внесолнечной планете и вступивших в контакт с жителями планеты, похожими на людей раннего бронзового века. В «Сверхзадаче» он описывает ещё более тесный контакт: личности погибших астронавтов возрождаются в мозгах жителей далекой планеты, таким образом создавая захватывающее сосуществование разноразвитых интеллектов в одном теле. Следующий роман Ellenpont переносит читателя в эпоху после уничтожения человеческой цивилизации, когда саморазвивающиеся роботы пытаются раскрыть своё происхождение, полагаясь на слабые воспоминания и сомнительные предположения.
Скончался в Будапеште 26 сентября 1997 года.

## Память
С 1998 года вручается Венгерская национальная премия по научной фантастике имени Петера Жолдоша. Прогрессивная венгерская рок-группа Solaris назвала свой альбом Counterpoint в честь книги Жолдоса.

## Произведения
- Трилогия «Викинг»
  - Возвращение "Викинга" (венг. A Viking visszatér) (1963, русский перевод — 1993)
  - Távoli tűz (1967)
  - Az utolsó kísértés (1988)
- Научно-фантастические романы
  - Сверхзадача (венг. Az utolsó kísértés) (1971, русский перевод — 1979). Экранизирован в качестве двухсерийного фильма «Миссия» (венг. A feladat; 1975)
  - Ellenpont (1973)
  - Portré négy ülésben (биографический роман о М. П. Мусоргском)
  - A holtak nem vetnek árnyékot (1983)